# Lavement des pieds

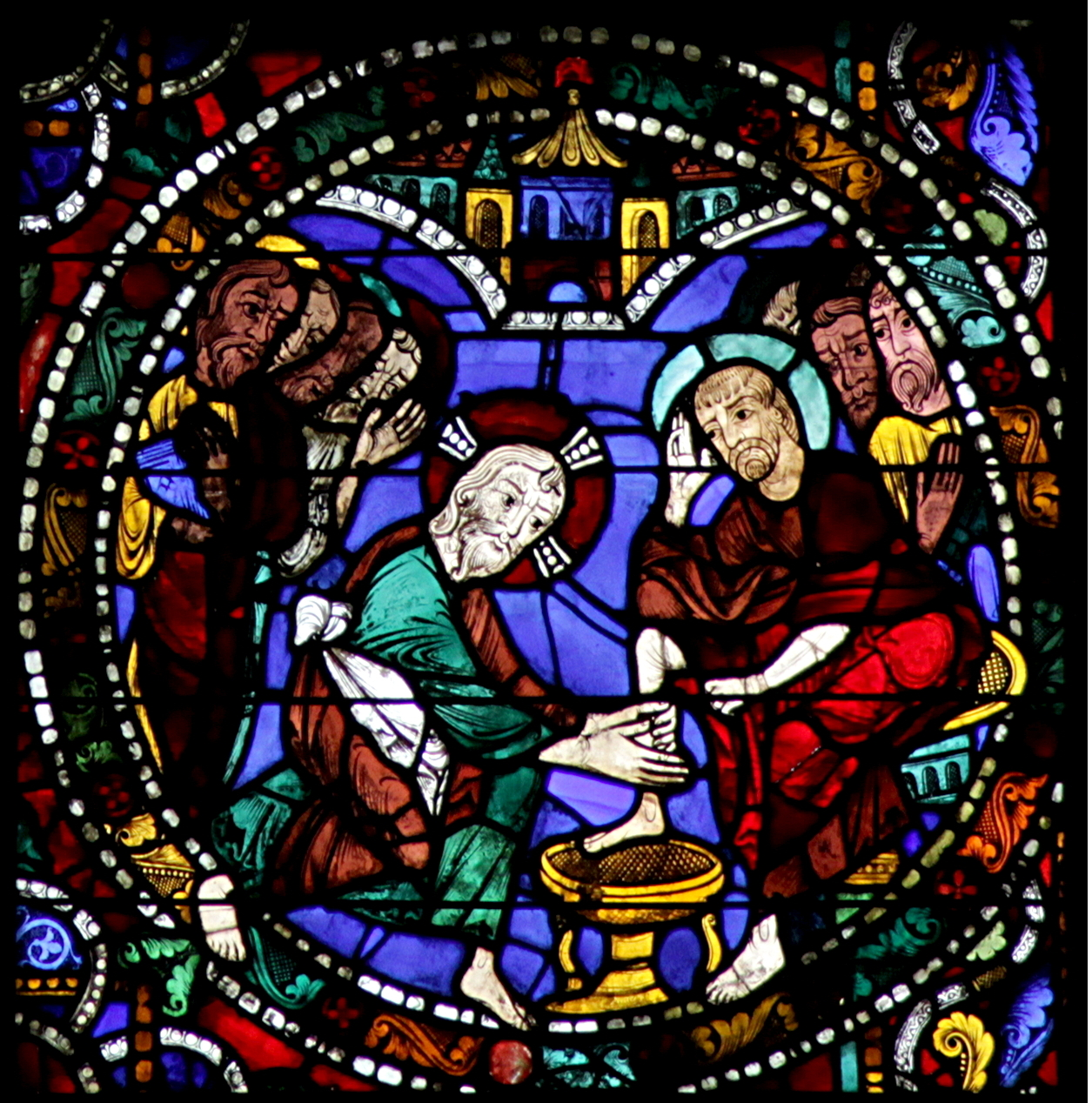
Le Christ lavant les pieds de l'apôtre Pierre, vitrail de la cathédrale Notre-Dame de Chartres.

Le lavement des pieds, appelé aussi podonipsie en grec (de πούς / poús (« pied ») et νίψειν / nípsein (« laver »)) ou pedilavium en latin (de pes (« pied ») et lavare (« laver »)), est un acte rituel accompli en mémoire du lavement des pieds des apôtres par Jésus-Christ la veille de sa Passion, avant de se mettre à table pour la cène. Cet événement est raconté uniquement dans l’Évangile de Jean, 13, 1-20.
Ce rituel a lieu le jeudi saint depuis les temps de l'Église primitive et sa tradition s'est perpétuée dans le christianisme (sauf dans certaines confessions protestantes). Au Moyen Âge, cette cérémonie était appelée mandatum ou mandé.

## Historique

### Avant l'ère chrétienne

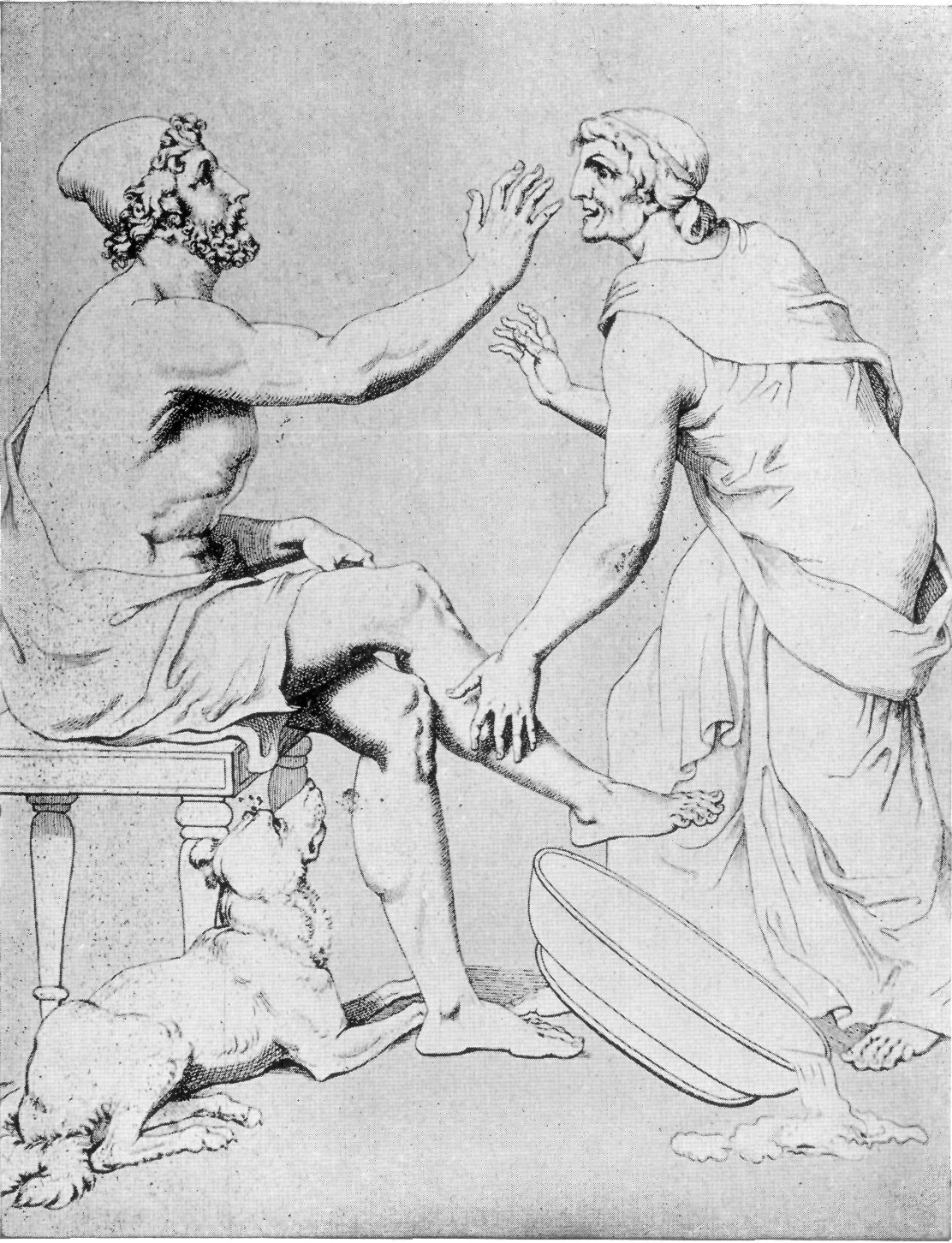
Ulysse et Euryclée, illustration de l’Odyssée.

On en trouve des exemples dans la plus haute Antiquité, puisqu'alors on marchait les pieds nus ou chaussés de simples sandales : un hôte fournissait l'eau et un serviteur pour laver les pieds des invités, geste honorifique.
Chez les Grecs par exemple, la scène est décrite dans l’Odyssée, quand Euryclée, la nourrice d'Ulysse, lui lave les pieds.
Cette coutume est aussi mentionnée à plusieurs endroits dans l'Ancien Testament. Dans la Genèse, Abraham organise le lavement des pieds des anges cachés sous la figure de voyageurs et Joseph celui de ses frères lors de leur réconciliation en Égypte. Cette coutume de laver les pieds était une marque d'honneur que le chef de famille rendait à ses convives : Abigaïl dit aux serviteurs de David qui venaient la demander en mariage pour leur maître : Que sa servante, soit chargée de laver les pieds des serviteurs de mon Seigneur. Allusion sans doute dans le psaume 108 lorsque le psalmiste appelle Moab « le bassin où il se lavera ».

### Dans l'Évangile

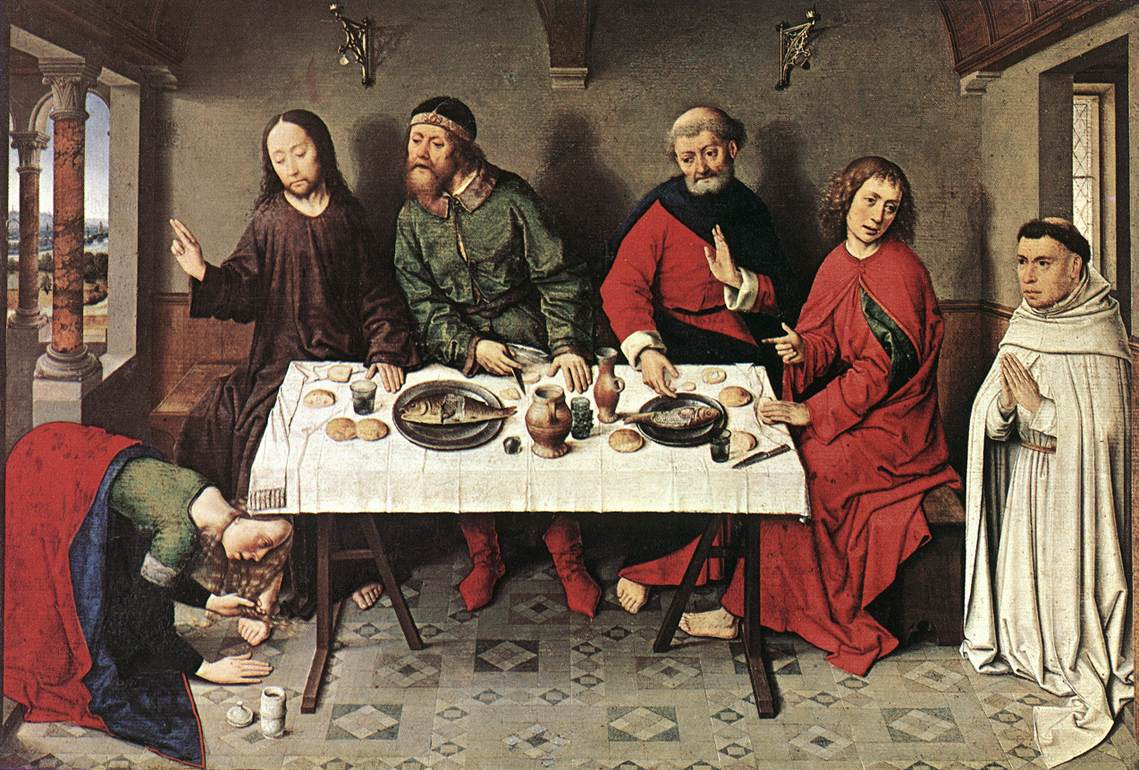
Onction à Béthanie, Dieric Bouts.

C'est aussi le geste de la femme oignant les pieds du Christ de parfum chez Simon le pharisien auquel Jésus fait remarquer qu'il a omis de respecter cette coutume honorifique. Cependant la femme pécheresse le fait avec l'eau de ses larmes, de sorte que cet acte peut apparaître comme une préfiguration émouvante du percement des pieds du Christ dans la crucifixion, acte diamétralement opposé au lavage des pieds.
Le lavement des pieds comme acte honorifique est aussi mentionné dans saint Paul, et sa Première épître à Timothée (5:10) : il faut que les veuves aient lavé les pieds des saints. « Une veuve, pour être inscrite sur le rôle, doit être âgée de soixante ans au moins, avoir été mariée une seule fois, être réputée pour ses bonnes œuvres, comme ayant élevé des enfants, exercé l'hospitalité, lavé les pieds des saints, assisté les malheureux, pratiqué toute bonne œuvre. »

### Un geste évangélique

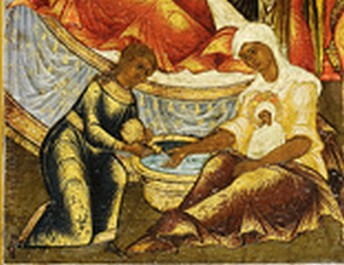
Bain, Nativité de la Vierge.

Ce geste du lavement des pieds était effectué par les serviteurs ou les esclaves. Dieu créateur venant sur la terre dans la personne du « Verbe incarné », le Christ prend la condition d'un esclave avant de mourir sur une croix, pour racheter les hommes, et il le fait par ce geste. Il montre ainsi l'exemple de l'humilité et l'abaissement qu'il avait enseignés auparavant à ses disciples : « Le plus grand parmi vous sera votre serviteur : Quiconque s'élèvera sera abaissé, et quiconque s'abaissera sera élevé. (Matthieu 23:12.). »

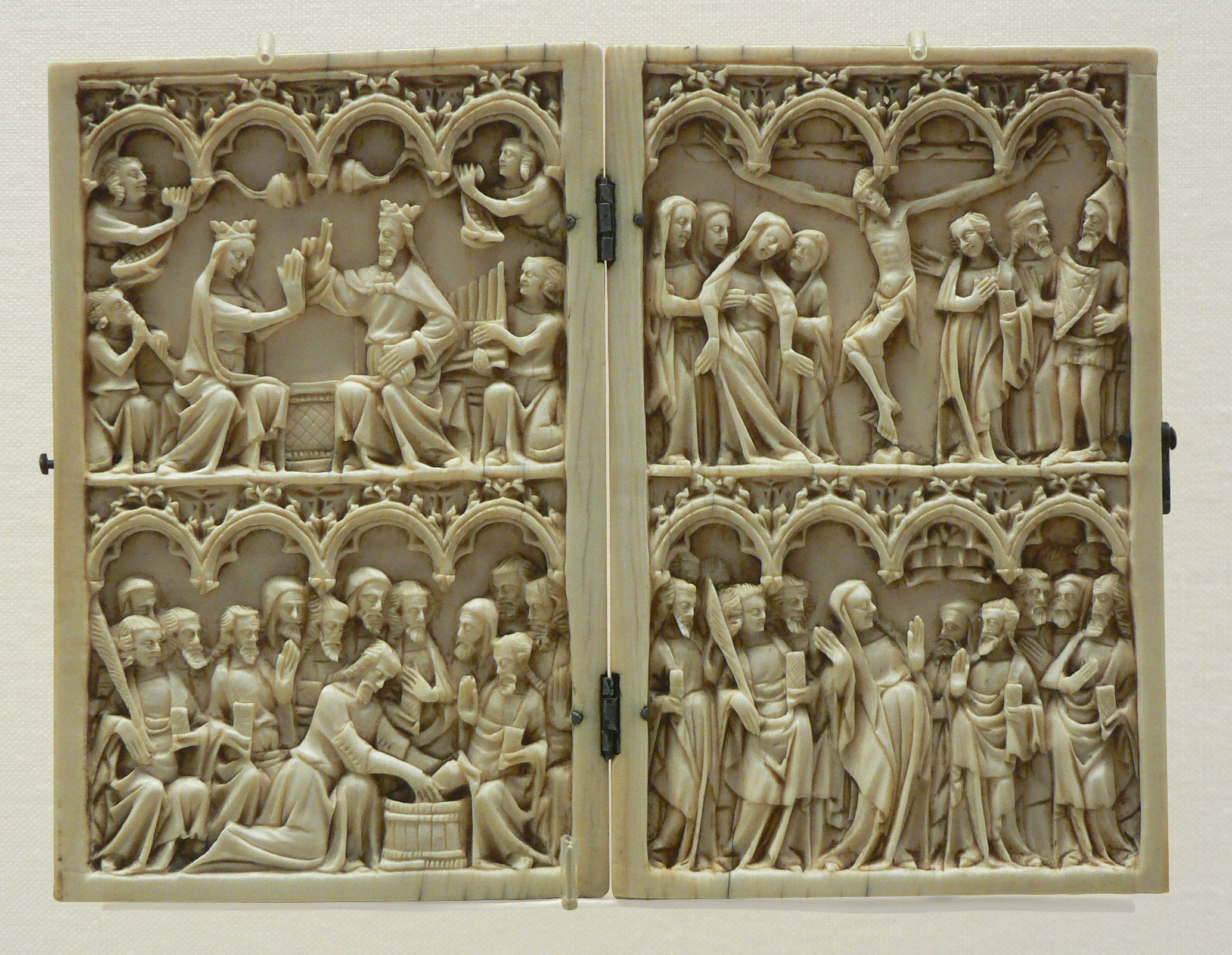
Diptyque en ivoire, Vie de Jésus.

Il se met à genoux devant des hommes, devenus ses frères et ses amis et non plus serviteurs : mais lui devient ainsi le « serviteur souffrant » annoncé par Isaïe : saint Paul dans l'épître aux Philippiens (2) explique brièvement ce geste en quelques lignes : « Bien qu'il fût dans la condition de Dieu, il n'a pas retenu avidement son égalité avec Dieu, mais il s'est anéanti lui-même, en prenant la condition d'esclave, en se rendant semblable aux hommes, et reconnu pour homme par tout ce qui a paru de lui… »
Enfin, ce geste symbolise l'amour mutuel que les disciples ont les uns pour les autres, dans la nouvelle alliance et la doctrine chrétienne, c'est-à-dire ce que l'on appelle le commandement nouveau : « Si donc je vous ai lavé les pieds, moi qui suis votre Seigneur et votre Maître, vous devez aussi vous laver les pieds les uns aux autres. Je vous ai donné l’exemple, afin que, pensant à ce que je vous ai fait, vous fassiez aussi de même ».
Au temps des rois et souverains catholiques, l'accent fut mis sur la pauvreté qu'il fallait servir en la personne des mendiants, sur le fait que le grand et le premier devait s'abaisser et devenir serviteur, puis, dans les monastères, sur la charité mutuelle et l'amour fraternel. La podonipsia qui s'observait en mémoire du lavement des pieds des apôtres par Notre-Seigneur fut appelée aussi en latin mandatum, « commandement nouveau », au Moyen Âge.

### Signe et sacrement

#### Origène
Origène, cité par saint Thomas d'Aquin : « Je regarde comme impossible que les extrémités de l'âme et ses parties inférieures ne contractent pas de souillures, quelle que soit la réputation de vertu et de perfection dont on jouisse aux yeux des hommes. Il en est même beaucoup qui, après leur baptême, sont couverts des pieds jusqu'à la tête de la poussière de leurs crimes ; mais ceux qui sont ses véritables disciples n'ont d'autre besoin que d'avoir les pieds lavés ».
Un ancien manuscrit byzantin de Constantinople montre ainsi une enluminure du lavement des pieds comme illustration du psaume pénitentiel 50 : « Lave-moi tout entier de ma faute, purifie-moi de mon offense ».

##### Saint Jean Chrysostome

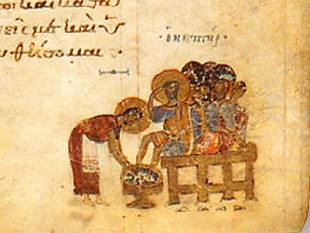
Psautier de Théodore, psaume 50, British Museum, Monastère du Stoudion de Constantinople.

Les chrétiens vivant encore à une époque où se pratiquait l'esclavage, n'ont pas manqué de souligner le paradoxe né de la différence des conditions sociales, d'un Dieu devenant esclave, et le renversement des valeurs opéré par le Christ : « Où sont-ils maintenant ceux qui ne font aucun cas de leurs frères en servitude ? Où sont-ils ceux qui veulent être honorés ? … Lavons-nous les pieds les uns aux autres, dit le Sauveur, lavons même ceux de nos serviteurs. Et qu’y a-t-il de si grand à laver même les pieds de nos serviteurs ? Parmi nous toute la différence entre le libre et l’esclave n’est que de nom, mais à l’égard de Jésus-Christ, elle est réelle et véritable. Il est le Seigneur par nature, et nous, par nature, nous sommes des serviteurs et des esclaves, et cependant celui qui est le vrai Seigneur n’a pas dédaigné de faire une action si basse et si humiliante. Mais aujourd’hui il faut se tenir pour content si nous traitons des hommes libres comme des serviteurs et des esclaves achetés au marché. »

#### Saint Macaire l'Ancien
Saint Macaire, dans ses homélies spirituelles, établit une relation très étroite entre la signification du lavement des pieds et l’eucharistie : on ne peut les concevoir l’un sans l’autre et ce sont symboles différents d’une même réalité. Aussi le lavement des pieds et le repas (cène) ne furent chez les chrétiens d'une unique cérémonie, le jeudi saint, de même que dans l'Évangile.

#### Saint Augustin

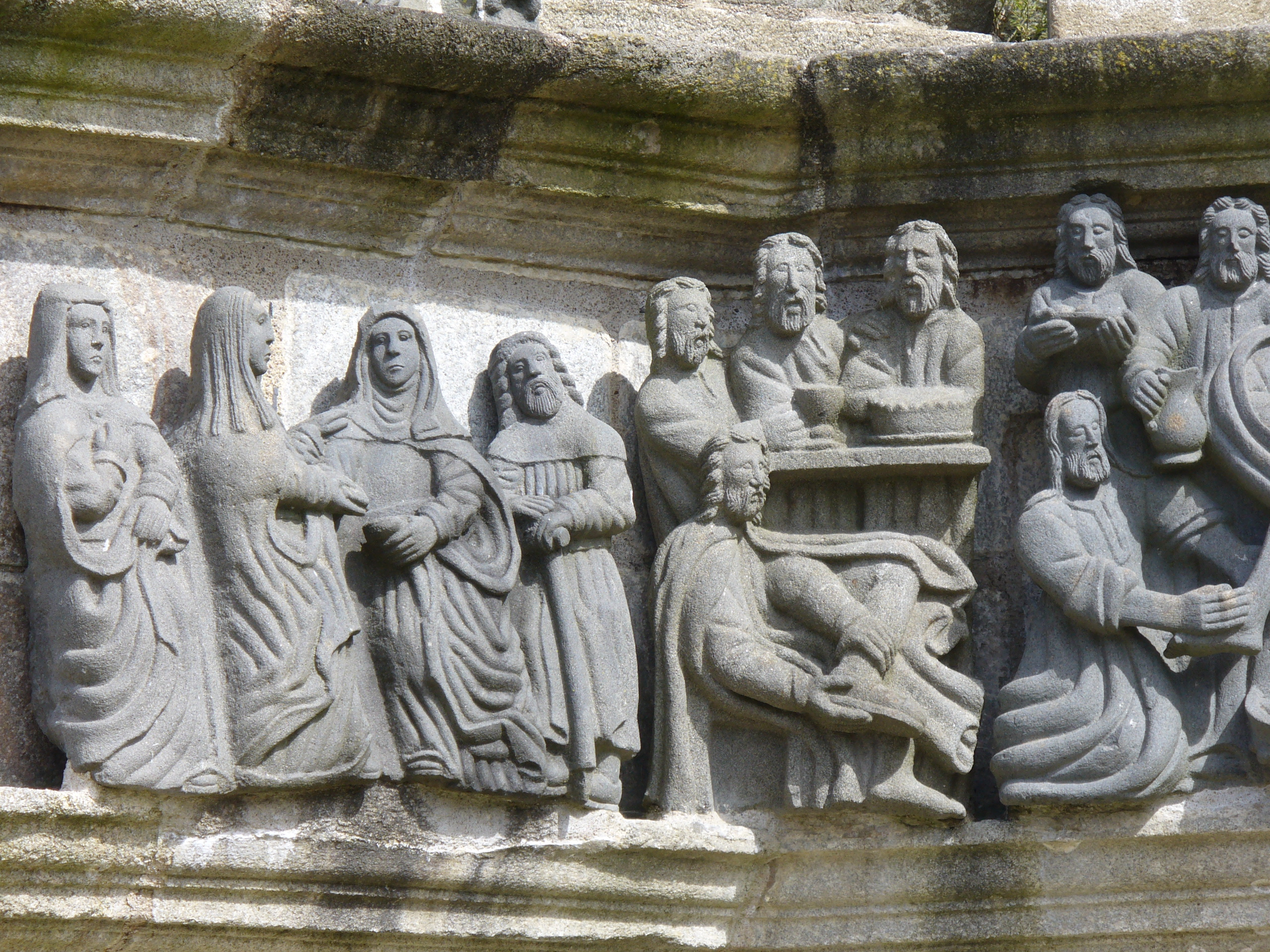
Enclos paroissial de Guimiliau-Saint Miliau.

Saint Augustin établit le lien entre le lavement des pieds et la confession qui lave les souillures de la conscience chez les chrétiens : « mais si nous confessons nos péchés, celui qui a lavé les pieds de ses disciples nous remet nos péchés, et purifie jusqu'à nos pieds, par lesquels nous sommes en contact avec la terre ». « Le Seigneur dit, la Vérité enseigne que même celui qui est baigné a besoin de se laver les pieds. Que pensez-vous, mes frères, que pensez-vous sinon que, dans le saint baptême, l'homme est sans doute lavé tout entier, sans excepter les pieds, absolument tout entier, mais que cependant, lorsque l'on vit ensuite au milieu des choses humaines, on foule évidemment de la terre ? (...) Chaque jour donc, celui qui intercède pour nous nous lave les pieds et, chaque jour, dans la prière même du Seigneur, nous confessons que nous avons besoin de laver nos pieds, c'est-à-dire de redresser le chemin de notre marche spirituelle (…) Cependant, même si elle [l'Église] est pure en ceux qui demeurent ici parce qu'ils vivent justement, ils ont besoin néanmoins de laver leurs pieds puisqu'il ne sont pas évidemment sans péché. »

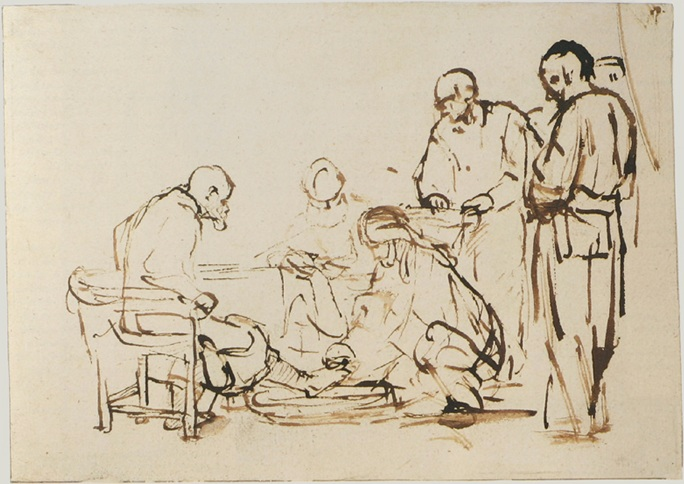
Le lavement des pieds, Rembrandt, Rijksmuseum, Amsterdam.

#### Saint Bernard

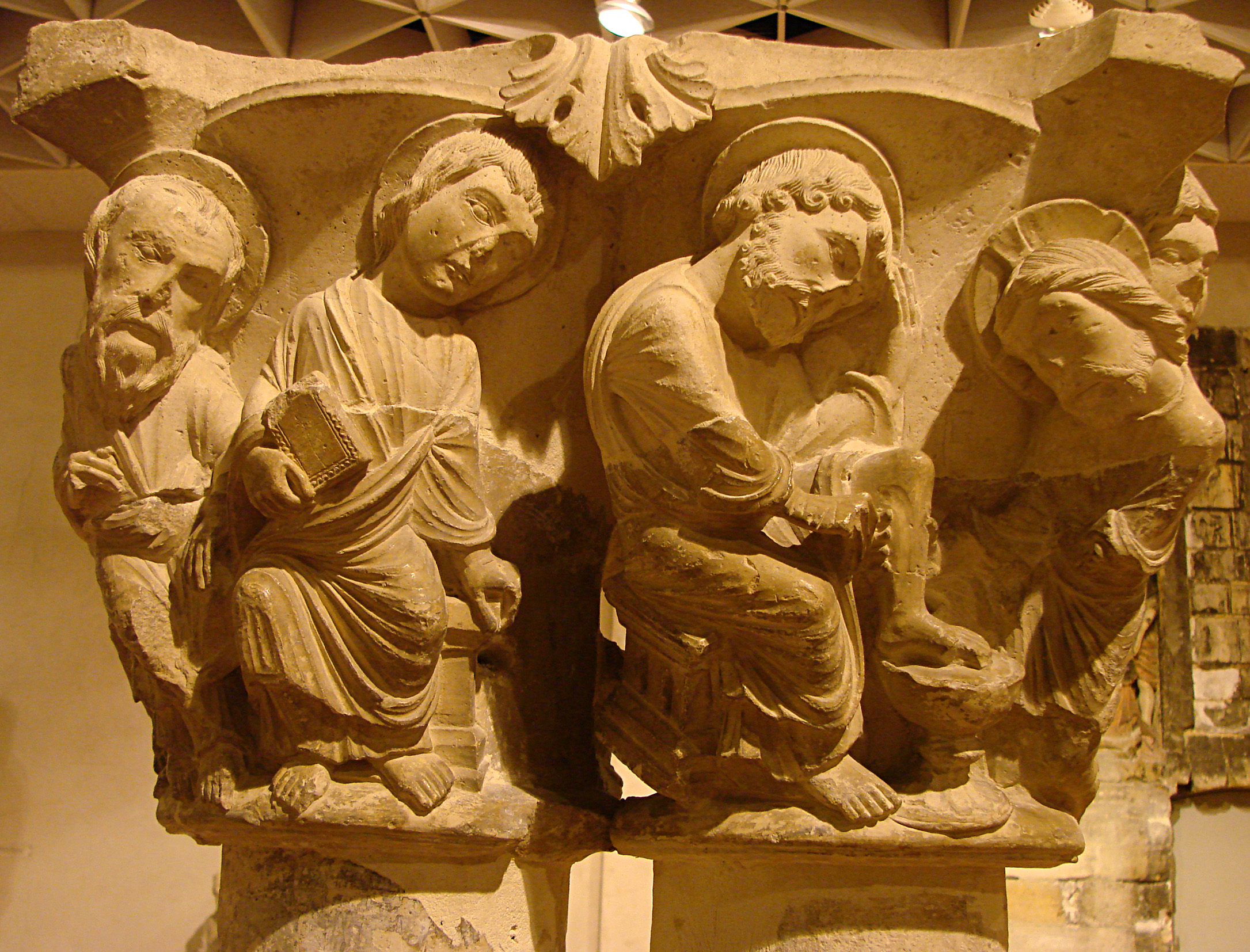
Musée du cloître de Notre-Dame-en-Vaux, Châlons-en-Champagne (Marne), France.

Saint Bernard identifie le lavement des pieds à un des principaux signes que le Christ nous laisse avant sa Passion. Il en parle comme d'un sacrement, au sens antique d'un "secret sacré". « De même, lorsque le Seigneur vit que sa passion approchait, il eut soin d'investir ses disciples de sa force, afin que la grâce invisible fût communiquée par un signe sensible. Voilà pourquoi tous les sacrements ont été institués : telle est la communion eucharistique, telle l'ablution des pieds, tel enfin le baptême lui-même, le premier des sacrements, celui dans lequel nous sommes entrés en Jésus-Christ par la ressemblance de sa mort. »

## Traditions dans les Églises chrétiennes

### Église catholique
Dans l'antiquité
- Tertullien (145-220) mentionne la pratique dans son De Corona, mais ne donne aucun détail sur qui il pratiquait. Là où l'ablution était faite par l'évêque lui-même, d'abord dans le canthare puis un peu plus tard dans de l'eau chaude. C'est le jeudi saint que se pratiquait cette cérémonie. Après l'ablution, l'évêque baisait les pieds et, en certains lieux, posait, à trois reprises, par humilité, les talons du catéchumène sur sa tête.
- Saint Athanase la présente comme étant d'une obligation rigoureuse ! « Ne néglige pas de laver les pieds de ceux qui viennent à toi car les évêques eux-mêmes seront repris pour la violation de ce précepte, s'ils s'en rendent coupables. » L'ablution des pieds, en certains lieux, faisait partie des rites du baptême.
- Saint Augustin écrit que certains ne préfèrent pas faire le lavement des pieds à Pâques, de peur qu'il soit confondu avec le baptême[8].
- Saint Ambroise affirme que cette cérémonie avait lieu à Milan, qu'elle était fort ancienne, et, que si elle ne se pratiquait pas à Rome, c'était probablement à raison de la multitude de ceux qui se présentaient au baptême.
- Elle était aussi en vigueur en Espagne. ainsi que l'atteste le quarante-huitième canon du concile d'Elvire, tenu avant Constantin, et l'Église gallicane, qui eut toujours des rites particuliers, conserva celui-ci longtemps encore après ce concile. Deux anciens sacramentaires gallicans ont une prière par cette cérémonie. Il ne paraît pas certain que, chez les Orientaux, la podonipsia ait été pratiquée comme préparation au baptême.

Le lavement des pieds devint une tradition en Europe et en Orient, une cérémonie rituelle pratiquée le jeudi saint, avant la Cène, durant le Triduum pascal. Elle avait une grande importance, à tel point qu'elle était considéré comme un sacrement par l'Église catholique.

#### Dans les monastères

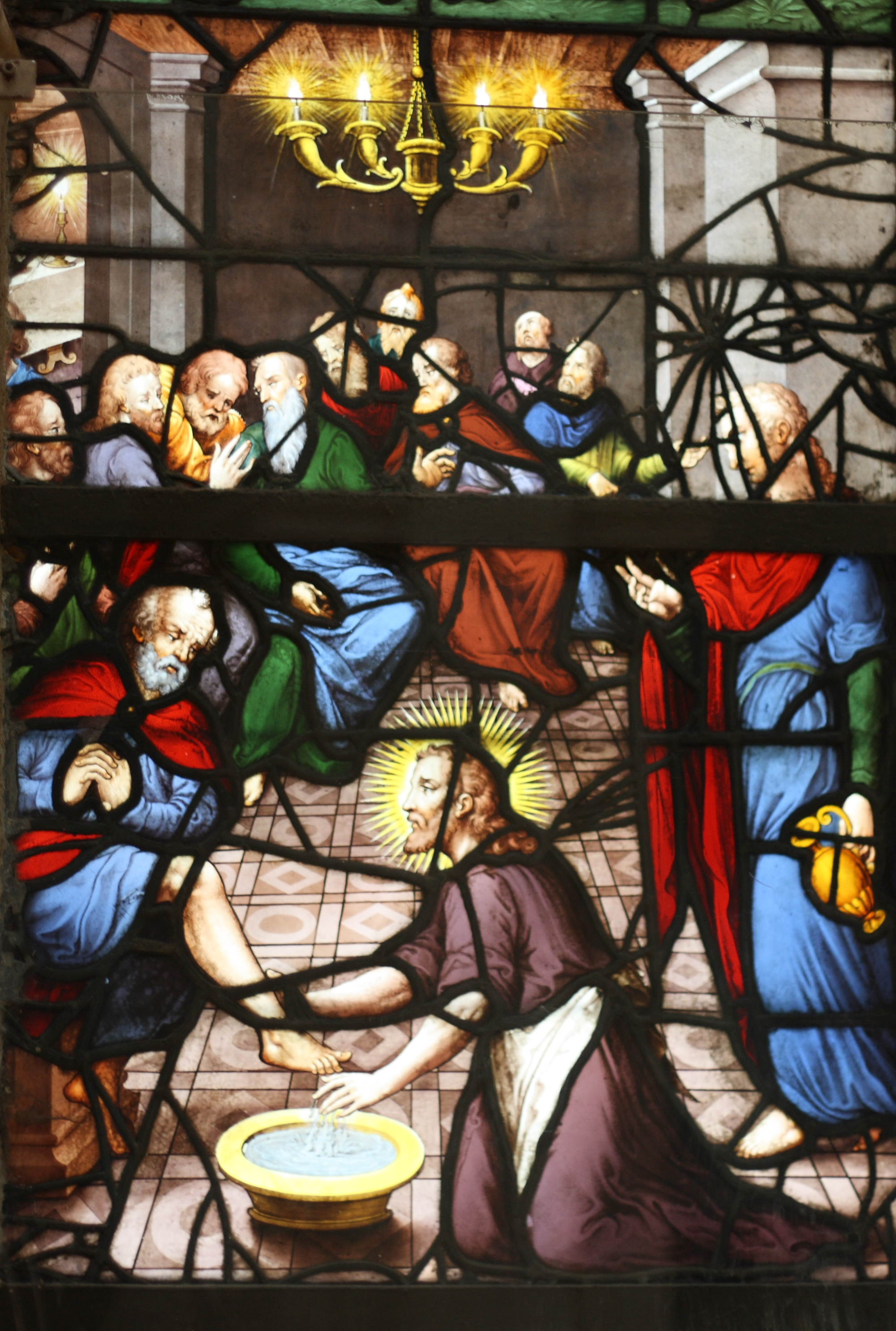
Le Christ lavant les pieds des apôtres (vitrail à l'église Saint-Étienne-du-Mont).

Le pedilavium fut pratiquée dès le IVe siècle par les moines irlandais. On trouve mention de cette coutume dans les vies de saints Cuthbert à Lindisfarne, Brigitte de Kildare, Columba, et Colombcille à Iona, Cairan de Sagir. Dans le Missel de Stowe il précède la communion. 
Saint Brendan, dans la Navigatio, cérémonie mentionnée après le bain et le changement des vêtements des voyageurs : « ils firent la cène et le lavement de pieds (mandèt) comme les Écritures le reconmmandent. ».
«  Funt la ceine e lure mandét
Cum en escrit est cumandét  »
— Saint Brendan, Navigatio XXIV, 328
Cette coutume se répandit dans les abbayes où le lavement des pieds des hôtes est prescrit par la Règle de saint Benoît. On distinguait le Mandatum pauperum cest à dire l'accueil des pauvres (rapporté dans la vie des saints évêques de Worcester, Oswald (XIe siècle) et Wulfstan (Xe siècle), par Malmesbury et Eadmer) et le Mandatum Fratrum : La Règle des Chartreux commande aussi aux frères de se laver les pieds les uns aux autres. À Royaumont, chaque samedi soir, les deux religieux de l'office de la cuisine lavaient les pieds des autres moines : « selon la coutume de l'Ordre de Cîteaux, certains moines en chacune abbaye de cet ordre, tantôt les uns, tantôt les autres, l'abbé et la communauté assemblés au cloître, doivent laver les pieds des autres moines, se faisant le mandé, chaque jour de samedi après Vêpres, quelle que soit la solennité du jour » (Saint Pathus). Saint Louis demanda un jour de faire aussi ce geste, ce qui lui fut refusé.
Les pauvres et les lépreux étaient accueillis le jeudi saint dans les aumôneries et les cloîtres des monastères : à Saint Ruf, le samedi précédant le dimanche des Rameaux les pauvres étaient invités pendant l'office de sexte) entrer dans le cloître : chaque moine accueillait ensuite deux pauvres symbolisant ses parents, il leur lavait les pieds et les conduisait ensuite au réfectoire.
«  Tous les samedis, avant la lecture de complies, on fait aux cloîtres la cérémonie du Mandatum ou lavement des pieds : on le sonne quelque temps avant l'heure de cette lecture, suivant le nombre des religieux ; et alors elle ne se sonne pas. — Les serviteurs préparent les vases, les linges et l'eau nécessaires. On peut y mettre des herbes odoriférantes, si l'on en a . — On se place dans le même ordre que pour la lecture de complies . — Le premier supérieur, ou, en son absence, le chantre impose, debout comme la communauté, l'antienne Postquàm surrexit. — On ne lave qu'un pied. En ôtant et en mettant le chausson, on tient les mains sous la coule, et on évite de laisser apercevoir son pied : celui à qui on l'a lavé aide le serviteur à se relever et le salue ensuite. Ceux qui arrivent au Mandatum, après l'imposition de la première antienne, font une satisfaction à leur place  »
— Règlemens des religieux de chœur de la congrégation cistercienne,  Chapitre X, du Mandatum.

#### Au Moyen Âge: la cène royale et le mandé

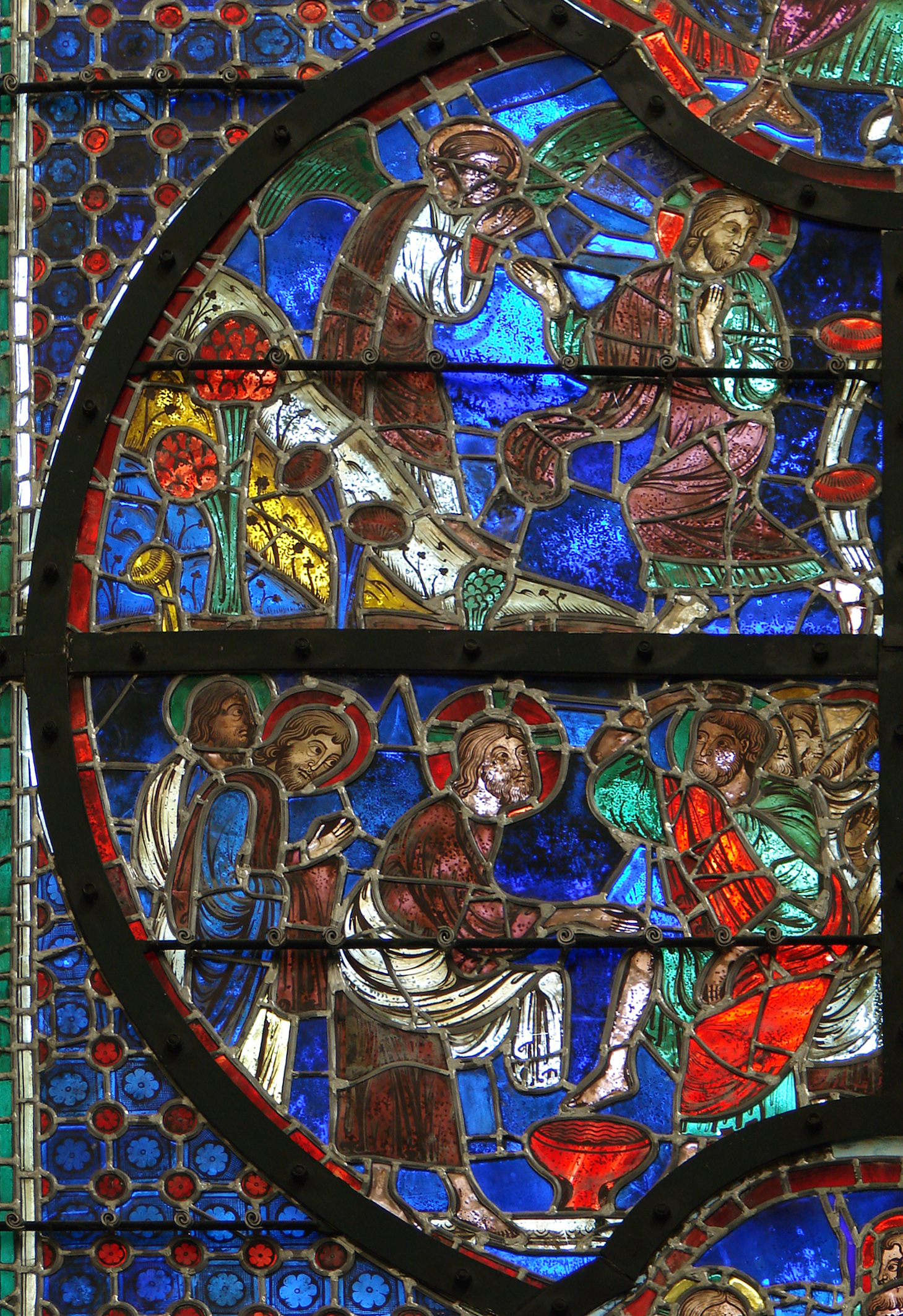
Vitraux de Laon.

Les souverains, empereurs, rois, reines, papes, évêques de tous pays, ont par la suite, pratiqué le lavement de pieds du Jeudi saint depuis le Moyen Âge. En Angleterre, cette coutume prit le nom de Royal Maundy, et le jeudi saint, Maundy Thursday : des aumônes sont alors distribuées dans une grande corbeille (maund). La monnaie frappée à cette occasion porte le nom de maundy Money.

#### À Rome
« Le jeudi avant Pâques, lors que la bénédiction papale est donnée, les cardinaux prennent la chappe violette, et vont sans ordre dans la salle ducale du Vatican, où ils sont suivis du pape, auquel les cardinaux diacres assistants mettent une étole violette, une chappe rouge, et une mitre simple. Le pape étant ainsi équipé et assis dans une chaise qui lui est préparée, met trois cuillères pleines d'aromates dans l'encensoir, bénit le cardinal diacre qui doit chanter l'Évangile. Ante diem festum Paschœ; Avant le jour de la solennité de la Pâque, et le reste qui est tiré du treizième chapitre de l'Évangile selon saint Jean. Après que tout cela est chanté un sous diacre apostolique vient donner à baiser le livre de l'Évangile au pape, et le cardinal diacre lui présente trois fois le parfum de l'encensoir. Incontinent après un chœur de musiciens entonne le verset 34. du même chapitre que nous venons de citer, où il y a Mandatum novum do vobit, etc. Je vous donne un nouveau Précepte ou Commandement. Quand le pape entend chanter ces paroles, il ôte sa chape et ayant pris un tablier, il lave les pieds à treize pauvres prêtres étrangers, qui sont assis sur un banc élevé, et vêtus d'un habit de camelot blanc, avec une espèce de capuchon qui leur vient jusqu'à la moitié des bras. On dit à la Cour du Pape que cela est un habit d'applique.Ces Prêtres ont la jambe droite nue, et bien savonnée avant que de la venir présenter découverte, et c'est celle-là que le Pape leur lave, après quoi il leur fait donner par son Trésorier à chacun deux médailles, l'une d'or et l'autre d'argent, qui pèsent une once la pièce, et le majordome leur donne une serviette avec laquelle le Doyen dès Cardinaux, ou un des plus anciens Évêques du Collège Apostolique leur essuie les pieds; ensuite le Pape retourne à sa chaise, ôte son tablier se lave les mains dans l'eau qui lui est versée par le plus noble laïque de la Compagnie, et se les essuie avec la serviette que lui, présente le premier Cardinal Évêque. Cela étant fait le Pape reprend sa chape, et sa mitre, puis entonne Oraison dominicale et dit plusieurs autres prières en latin. Quand elles font finies, il s'en va à la chambre du lit des parements, sur lequel ayant mis tous ses habits pontificaux, il se retire dans son appartement, où les Cardinaux l'accompagnent. Les treize prêtres qui ont eu les pieds lavés, et auxquels on donne ce jour-là le nom d'Apôtres font une heure après conduits dans une belle chambre du Vatican .. on donne à ces treize Prêtres un dîner très magnifique dans cette salle. Le Pape s'y trouve lors qu'ils s'asseyent à table et leur présente à chacun le premier plat et quelque temps après leur verse le premier verre de vin, en leur parlant familièrement, sur diverses matières, à l'occasion desquelles il leur accorde plusieurs grâces et privilèges, ensuite de quoi il le retire … »

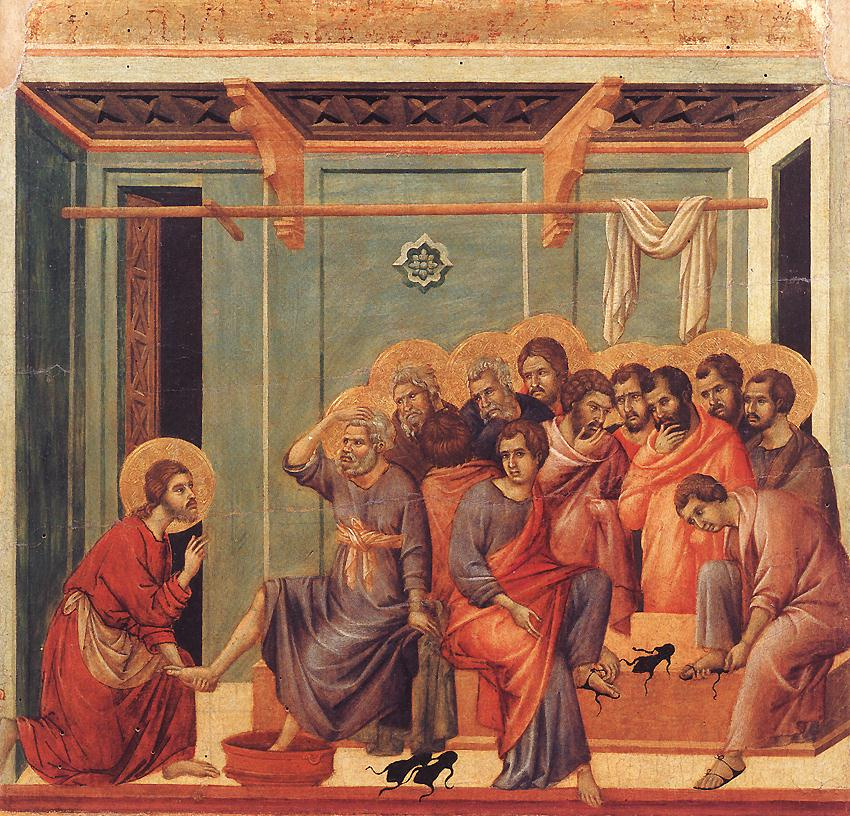
Par Duccio di Buoninsegna.

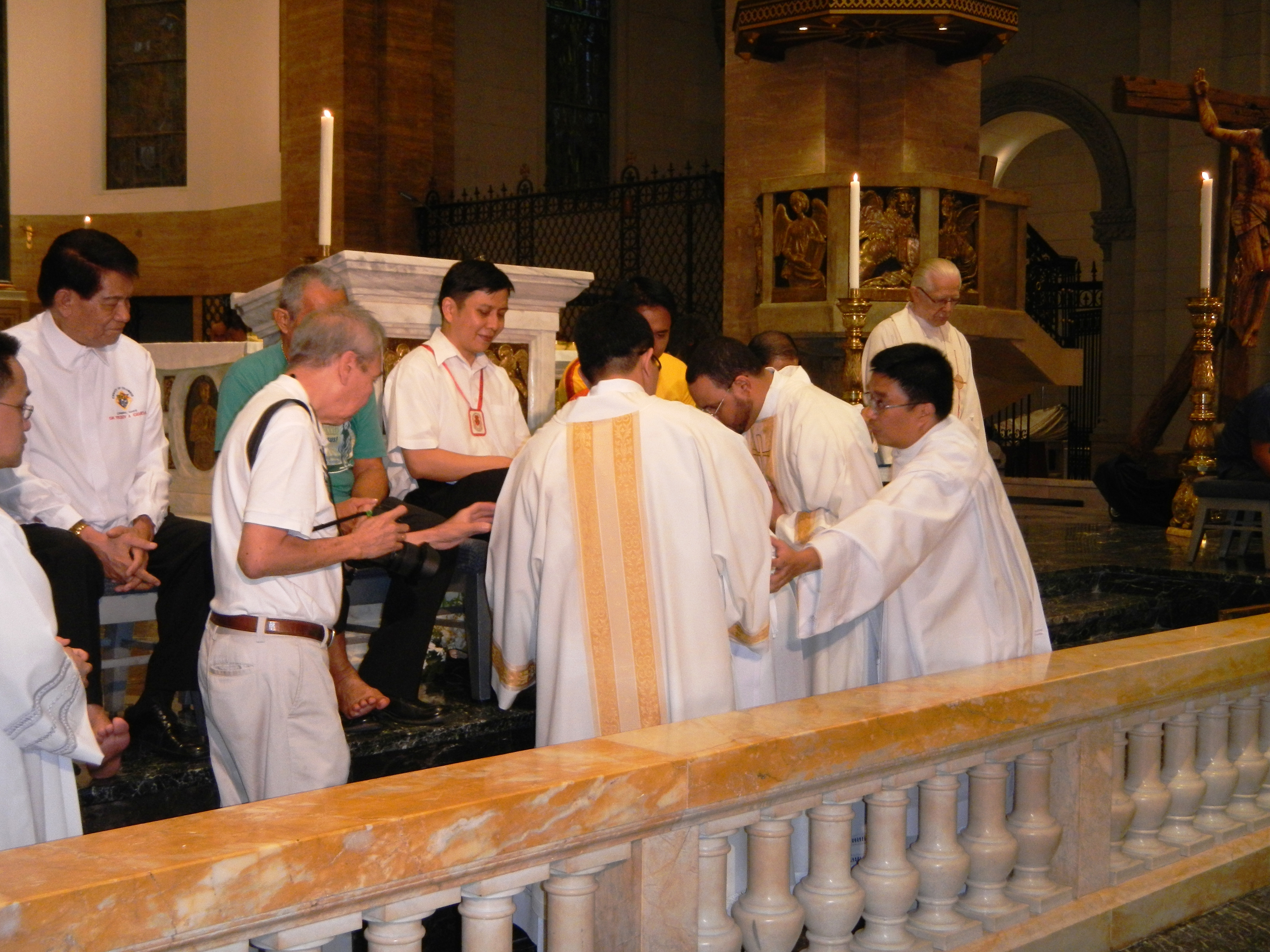
Cérémonie catholique de lavement des pieds à la Basilique-cathédrale de l'Immaculée-Conception de Manille, aux Philippines.

Cette cérémonie du lavement des pieds est toujours pratiquée à Rome, au Vatican, et dans toutes les cathédrales, paroisses et monastères catholiques du monde, le jeudi saint :
- L'accent est mis sur l'abaissement de Dieu, non plus autant sur la charité en actes envers les pauvres et les mendiants (mandé royal), mais pourtant le thème de l'abaissement de Dieu vers la misère des hommes en détresse est toujours présent : « Pour participer au mystère du Christ, il faut accepter son abaissement et rentrer avec lui dans cet abaissement infini. Ce qui caractérise le mystère de Dieu, cette condescendance, c’est cette descente vers l’extrême de la misère et de la détresse. » (Marie-Joseph Le Guillou) Puis, sur le lien entre sacrement de l'Eucharistie et la Parole mystérieuse de Jésus à Pierre. « Le lavement des pieds n’est que le symbole, du signe de ce qu’est la vie du Christ remise totalement au mystère du Père. C’est toute sa vie qui est livrée ici. Le lavement des pieds et l’Eucharistie sont liés d’un lien intime, d’un lien total, structurel. Cela touche au plus profond du mystère de Dieu. C’est le mystère du don dans l’amour. Nous ne pouvons découvrir Dieu que dans l’Eucharistie et dans sa Parole. Les deux sont donnés en même temps » (Marie-Joseph Le Guillou)
- Un souci de réconciliation avec les protestants : Elle a été mise à l'honneur par Jean Vanier dans les communautés de l'Arche, auprès des handicapés, et dans les différentes églises catholiques ou protestantes qu'il visita. Il invita ainsi huit cents évêques anglicans et deux cent cinquante délégués de diverses confessions à faire cette cérémonie ensemble, en signe de communion et d'humilité et renouvela cette invitation en Irlande du Nord. Il anima de nombreuses retraites sur ce thème, pour une redécouverte du sens évangélique de ce geste[14]. Comme saint Bernard, il associe ce geste à un sacrement : « Le lavement des pieds est symbolique. C’est un geste qui parle de service, de communion, de pardon mutuel, de coexistence, d’unité. Mais Jésus insiste tellement sur le lavement des pieds, sur le fait de toucher le corps, que je crois que ce symbole est aussi un sacrement. » (Jean Vanier)[15]
- Le 18 juillet 2008, dans la crypte de la cathédrale de Sydney, au cours d'une rencontre interreligieuse, le Pape Benoît XVI établit le lien entre unité de l'Église, lavement des pieds et communion : « Même si des obstacles sont encore à surmonter, nous pouvons être sûrs qu’un jour une eucharistie commune ne fera que renforcer notre volonté de nous aimer et de nous servir les uns les autres, à l’exemple de notre Seigneur. Le commandement de Jésus : « Faites cela en mémoire de moi » (Lc 22, 19) est, en effet, fondamentalement lié à son admonition : « Lavez-vous les pieds les uns les autres » (Jn 13,14). »[16] Il redonne le sens symbolique de ce geste : « Voilà, toute œuvre de bonté pour l'autre - en particulier pour ceux qui souffrent et pour ceux qui sont peu estimés - est un service de lavement des pieds »[réf. nécessaire]

« Ajoutons un dernier mot à propos de ce passage évangélique fécond : C'est un exemple que je vous ai donné. Vous aussi vous devez vous laver les pieds les uns aux autres (Jn 13, 14). En quoi consiste le fait de “nous laver les pieds les uns les autres” ? Qu'est-ce que cela signifie concrètement ? Voilà, toute œuvre de bonté pour l'autre - en particulier pour ceux qui souffrent et pour ceux qui sont peu estimés - est un service de lavement des pieds. Le Seigneur nous appelle à cela : descendre, apprendre l'humilité et le courage de la bonté et également la disponibilité à accepter le refus, mais toutefois se fier à la bonté et persévérer en elle. Mais il existe une dimension encore plus profonde. Le Seigneur ôte notre impureté avec la force purificatrice de sa bonté. Nous laver les pieds les uns les autres signifie surtout nous pardonner inlassablement les uns les autres, recommencer toujours à nouveau ensemble, même si cela peut paraître inutile. Cela signifie nous purifier les uns les autres en nous supportant mutuellement et en acceptant d'être supportés par les autres ; nous purifier les uns les autres en nous donnant mutuellement la force sanctifiante de la Parole de Dieu et en nous introduisant dans le Sacrement de l'amour divin (Jn 13, 15).  »
— Benoît XVI, Homélie, 13 avril 2006, §7 (Messe “in Cena Domini”)

### Église orthodoxe

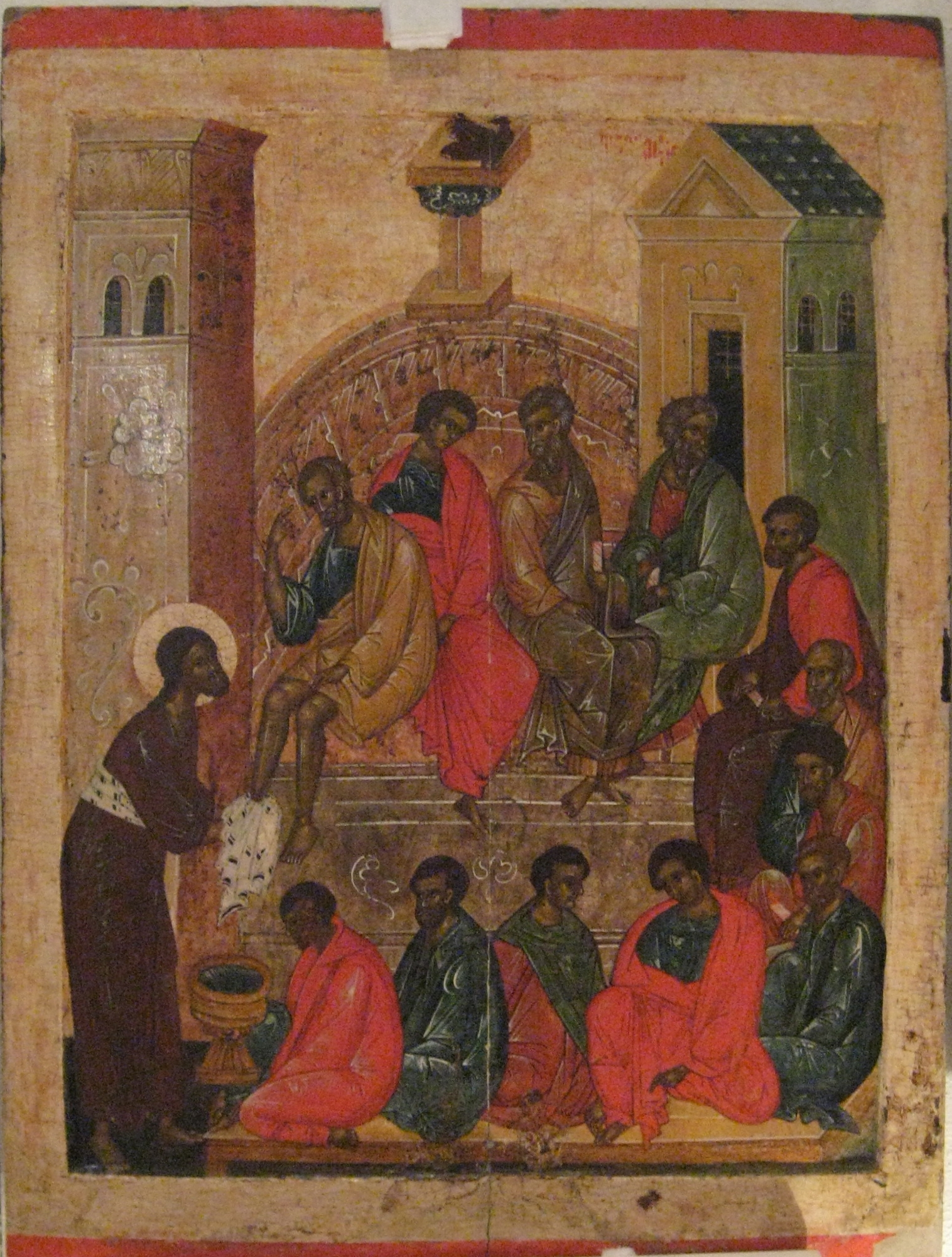
Icône du Lavement des pieds XVIe siècle, Pskov.

Les orthodoxes (Église orientale) et les Églises catholiques de l'est pratiquent le rituel de laver des pieds le « grand jeudi » (jeudi saint) conformément à leurs anciens rites. Le service peut être effectué par un évêque qui lave les pieds des douze prêtres ; ou par un higoumène (abbé) qui lave les pieds de douze membres de la fraternité de son monastère. La cérémonie a lieu à la fin de la divine liturgie.
Après la sainte communion et avant le renvoi, les frères vont tous en procession vers le lieu où le lavement des pieds doit avoir lieu (il peut être dans le centre de la nef, dans le narthex, ou un emplacement à l'extérieur). Après un psaume et certains tropaires (hymnes) est récitée une ektenia (litanie), et l'évêque ou l'abbé lit une prière. Le diacre lit ensuite le texte dans l'Évangile de Jean, tandis que le clergé effectue les rôles du Christ et ses apôtres que chaque action est scandée par le diacre. Le diacre s'arrête lorsque le dialogue entre Jésus et Pierre commence. Le membre du clergé le plus âgé parmi ceux dont les pieds vont être lavés dit les mots de Pierre, et l'évêque ou l'abbé dit les paroles de Jésus. Puis l'évêque ou l'abbé lui-même conclut la lecture de l'Évangile, après laquelle il dit une autre prière, suivie d'une procession et d'un retour à l'Église avant le renvoi final.

Voici un récit ancien de cette cérémonie à Athènes au XVIIe siècle par George Wheler : 
«  Je vis laver les pieds aux prêtres par l'Archevêque le jeudi saint, à l'imitation de Jésus-Christ lors qu'il institua l'Eucharistie. Voici l'ordre de cette Cérémonie : Douze des plus âgés Papas de la Ville accompagnent l'Archevêque à l'Église, où on le vest d'une robe violette, et on le met sur son trône, jusqu'à ce qu'une partie du service soit faite, après quoi il descend, & entre dans le Sanctuaire, avec les douze Prêtres qui l'y attendent : alors changeant la première robe qu'il avoit contre une autre plus riche, il s'en retourne sur son trône ; les Prêtres ont suffi. Chacun une robe de couleur différente, représentant chacun son Apôtre; le plus vénérable & le plus ancien était choisi pour représenter avec sa tête & sa barbe blanche S. Pierre, qui se place le premier des douze sur la main droite ; Il y en a un autre qui a la barbe rousse, qui a le malheur d'être destiné à représenter Judas ; quelque temps après l'Évêque se retire, & se dépouille de sa belle robe, se ceignant d'une serviette, & prenant un bassin d'eau en ses mains, qu'il apporte à ces Apôtres, en leur offrant de laver leurs pieds ; mais celui qui represente S. Pierre se lève, & ne veut pas se laver, employant les paroles de l'Apôtre dans l'Évangile, Jean. XIII. Seigneur vous ne me laverez pas les pieds. L'Évêque représente Jesus Christ, & lui répond dans les termes de l'Évangile : Si je ne vous lave, vous n'aurez point de part avec moi : sur quoi le Prêtre s'assied, & permet à ce Christ représentatif de lui laver les pieds, conformément au dialogue qui est dans l'Évangile fur ce sujet. Mais venant à celui qui représente Judas, l'Évêque s'arrête un peu, comme s'il vouloir donner le temps à ce traître de penser à ce qu'il devoit faire, & alors il lui lave aussi les pieds, & on finit la Cérémonie par quelques Antiennes & Collèdes. »
— Voyage de Dalmatie, de Grèce et du Levant , 1723
Les orthodoxes chantent la 5e Ode du Canon du Jeudi Saint et la stichère Idiomela(Samoglasen) dans laquelle le lavement des pieds par le Seigneur est évoquée.
Le 16 avril 2009, Cyrille, patriarche de Moscou et de toutes les Russies, rétablit le lavement des pieds dans la partie de l'orthodoxie placée sous son autorité, où il avait été abandonné depuis plusieurs décennies.

### Églises copte et indienne orientales
Les rites de lavage de pied sont également observés dans les églises orthodoxes orientales le Jeudi Saint.
- Dans l'Église copte orthodoxe, le service est effectué par le curé de la paroisse, ou par un évêque ou un higoumène. Il bénit l'eau pour le pied de lavage avec la Croix, tout comme il serait pour la bénédiction d'eau bénite et il lave les pieds de la congrégation entière. Cette coutume avait lieu, autrefois, le mardi saint puis fut reportée au jeudi. « Dans le rite copte, la cérémonie du mandatum, qui précède donc la messe, comporte par elle-même une véritable structure de liturgie eucharistique que l’on retrouve aussi, par exemple, pour la consécration des saintes huiles. Elle débutait par l’action de grâces et l’offrande de l’encens, puis suivaient les lectures, le psaume, l’agios, l’évangile. Viennent ensuite la bénédiction de l’eau avec la croix et les prières d’intercession. Enfin un dialogue de préface analogue à celui de l’anaphore eucharistique, et les prières sur le bassin du mandatum. Ensuite le rite du lavement des pieds. Le prêtre lave les pieds et les mains du peuple, dit « Abû’l Barakât », et salue chacun d’eux en disant : « Dieu te fasse vivre ». Et le peuple chante un cantique qui, dans la structure de la messe, correspond à la communion. Le rite se termine par une prière d’action de grâces sur le bassin. Puis commence la messe. »[19]
- Dans l'Église indienne orthodoxe ou malankare orthodoxe, ce service est effectué uniquement par un évêque. Cela se fait plus cérémonieusement comme l'évêque au milieu de la lecture (Evangelion). Douze personnes (comme le nombre des apôtres) sont sélectionnées, les prêtres et les laïcs et l'évêque lavent et embrassent les pieds de ces douze personnes. Après cela, l'aîné du prêtre lave les pieds de l'évêque. Ce n'est pas simplement une représentation dramatique de l'événement passé. De plus il y a une prière où la congrégation entière prie, afin d'être lavée et nettoyée de ses péchés.

### Chez les Arméniens

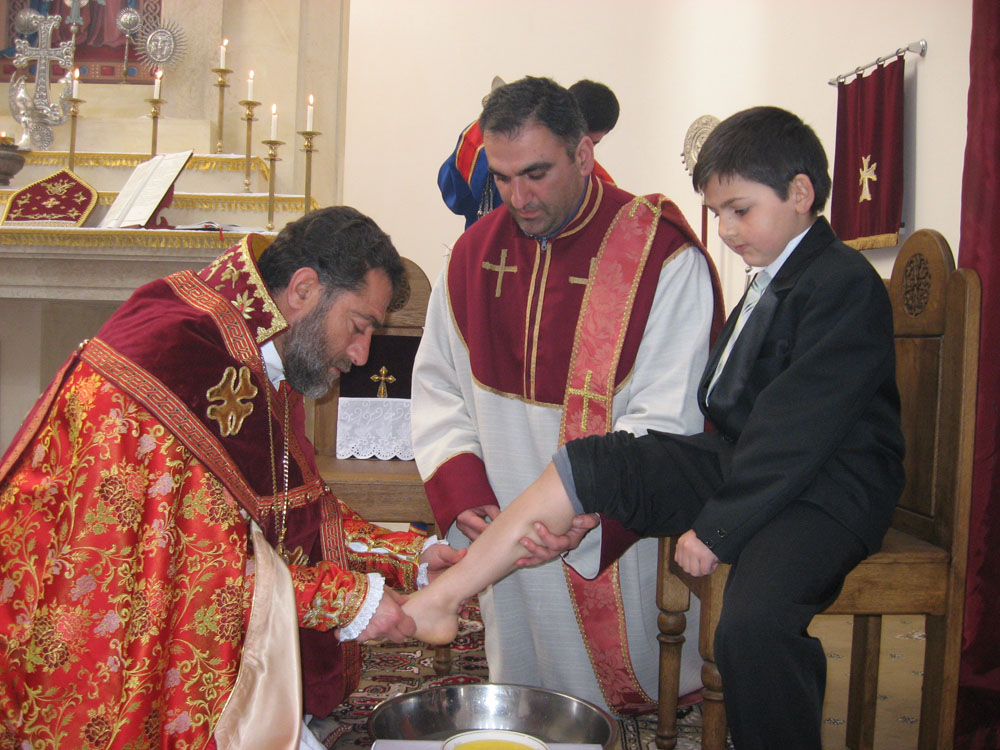
Église arménienne.

- Chez les Arméniens, le soir du même jour après la Divine Liturgie, l'évêque ou le premier dignitaire de chaque église lave les pieds, d'abord à 12 prêtres, ensuite à tous les hommes présents, en imprimant sur leurs pieds un signe de croix avec une huile qui a été bénite à cet effet. La cérémonie dans son ensemble est quasi commune à celle des églises byzantines.

### Églises protestantes

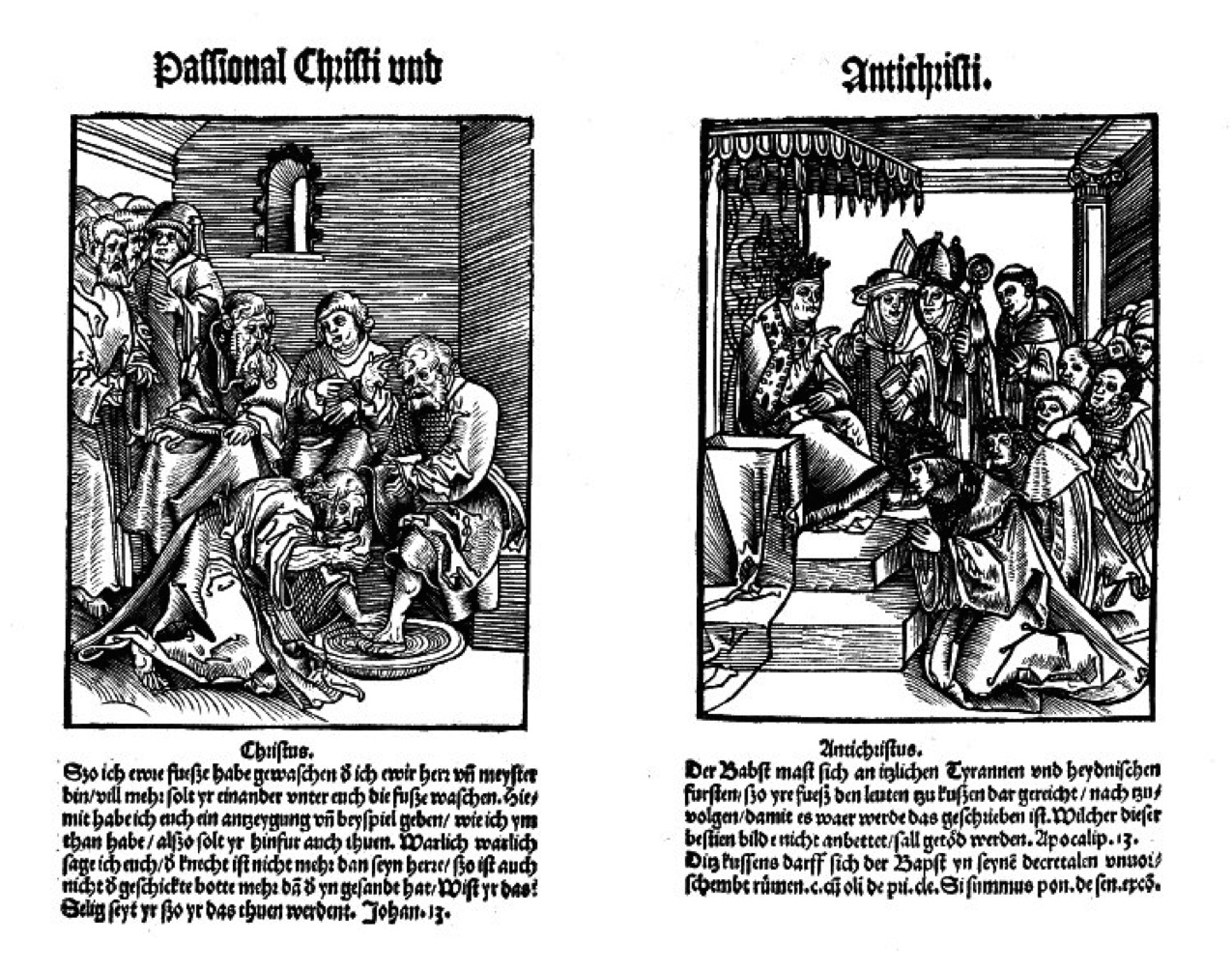
Lucas Cranach l'Ancien, Le Lavement des pieds : « Lorsque Jésus-Christ lave les pieds de ses disciples, le pape est assis sur son trône et un sujet lui baise les pieds ».

Les réformateurs n'ont eu que peu de considération pour le rituel du lavement des pieds. La gravure luthérienne ci-contre utilise la cérémonie du lavement des pieds du jeudi saint pour illustrer la critique de l'Église par Luther. De son côté, Montaigne rapporte dans son Journal de Voyage en Italie  que le Pape excommuniait solennellement les huguenots le matin du jeudi saint par une bulle lue par un chanoine, avec une grande pièce de taffetas noir sur le portique de Saint-Pierre de Rome, et il ne relate pas la cérémonie du pedilavium cette année-là. Calvin s'est également opposé au lavement des pieds qu'il considère comme une hypocrisie : « tous les ans, ils auront une manière de faire, qu'ils lavent les pieds à quelques gens comme s'ils jouaient une farce sur une scène… Le vrai sens de l'ordre de Jésus est que nous soyons à toute heure et en tout temps de notre vie, à laver les pieds de nos frères et de nos prochains. » (Commentaire sur l'Évangile de Jean)
Au XVIe siècle, un groupe d'anabaptistes qui se donnèrent le nom de podonipsiae, faisant profession d'observer à la lettre tous les préceptes du Sauveur, soutenaient que la podonipsia était la véritable et essentielle tessère de la religion chrétienne, et même un sacrement établi pour la rémission des péchés.
La cérémonie de lavement des pieds est pratiquée très régulièrement par les Églises adventistes puisque cela fait partie de la liturgie préalable à la Sainte-Cène. Elle aussi en usage occasionnel dans d'autres églises protestantes. Les Frères moraves pratiquèrent le lavement des pieds jusqu'en 1818.
Chez les anglicans la cérémonie du lavement des pieds fut abolie en 1736 et réintroduite en 2003 par le nouvel archevêque de Cantorbéry, le Dr Rowan Williams. La reine Élisabeth fit un historique de cette cérémonie du Royal Maundy à Armagh cathédrale Saint-Patrick en 2008, le mandé royal) : en Angleterre la cérémonie accompagne toujours une distribution d'argent aux pauvres.

### Églises évangéliques
Certaines dénominations chrétiennes évangéliques baptistes et pentecôtistes pratiquent le lavement des pieds comme troisième ordonnance,.

## Réception dans les arts

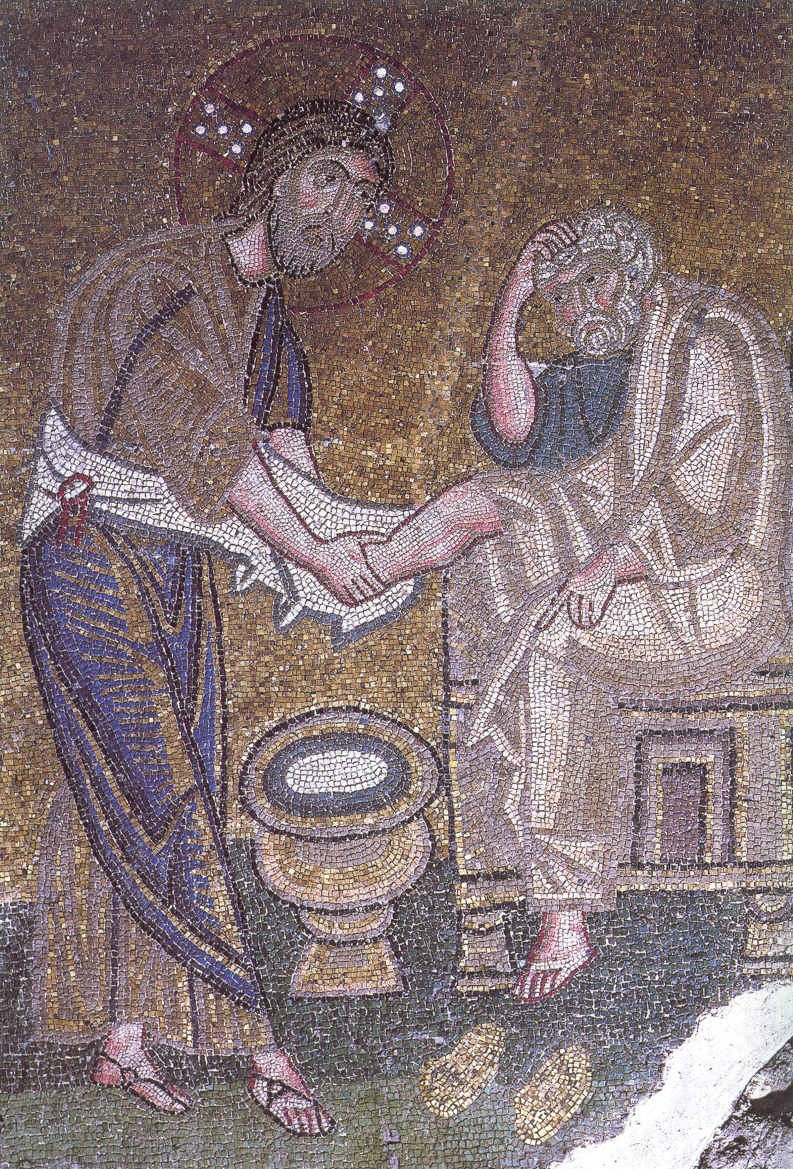
Mosaïque du monastère Nea Moni de Chios (XIe siècle).

- Ce thème est représenté sur les sarcophages chrétiens, par exemple au Musée d'Arles
- Au Moyen Âge : dans les enluminures, fresques et mosaïques byzantines, les chapiteaux… Au XIVe siècle M° Nicole Mauger composa pour la Confrérie de la Passion de Rouen, un Mystère du Lavement des pieds .
- D'innombrables tableaux anciens ou contemporains illustrent ce sujet.

### Iconographie

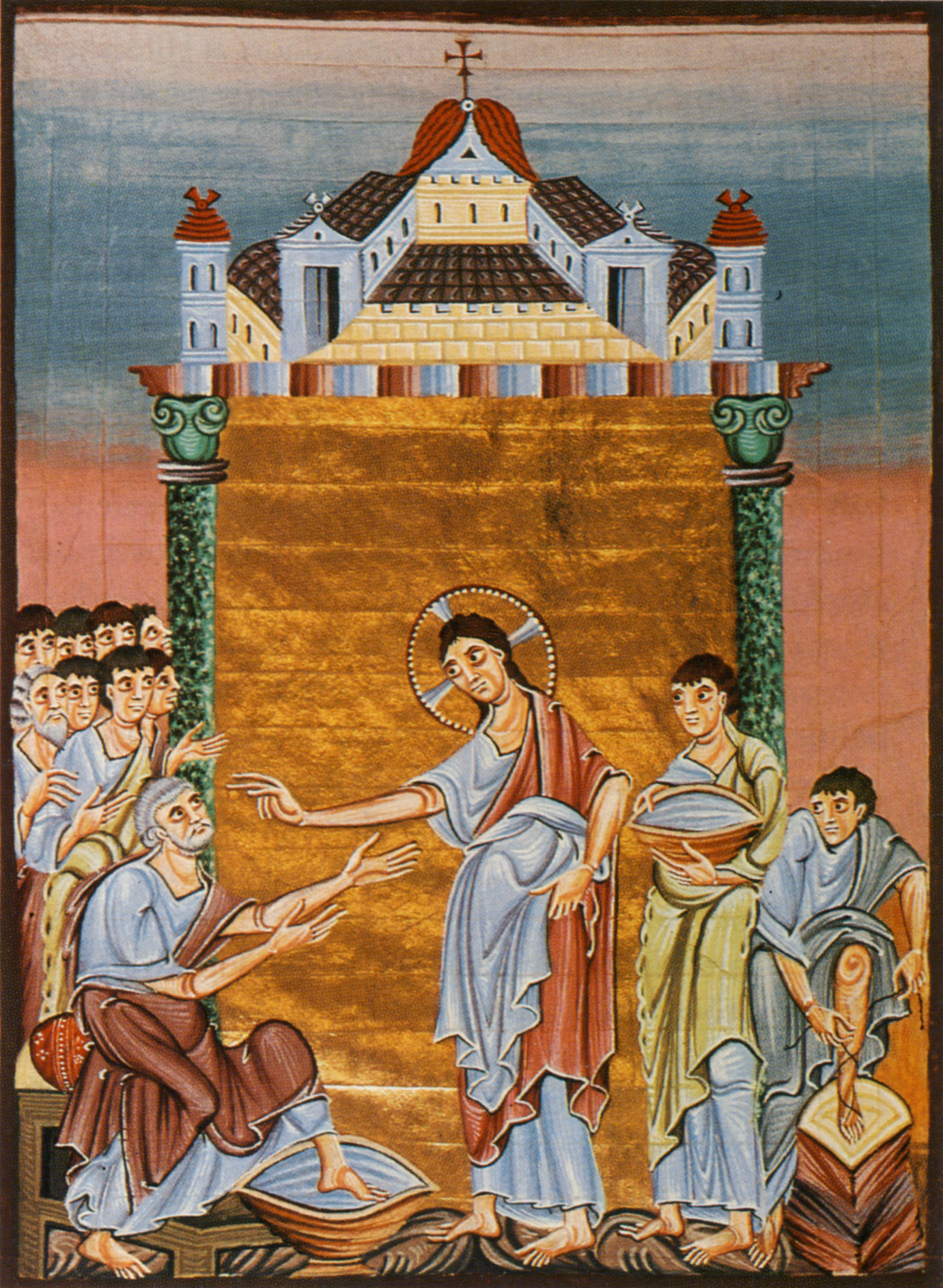
Le Lavement des pieds, miniature de l'évangéliaire d'Othon III (Xe siècle), Bayerische Staatsbibliothek, Munich.

- Getty Museum : Jésus et Abraham exposition internactive
- Art et Bible, Images du Ier au XXIe siècle
- Images et Bible
- Biblical Art
- Mandragore enluminures BnF

### Vidéo
- Jean Vanier : le lavement de pieds
- Aluva, Inde, Cérémonie
- Sylvanès Office de la Cène
- Le lavement des pieds dans la Bible, Jacques Nussbaumer, « Le lavement des pieds, un geste essentiel de Jésus », Regards protestants, 17 avril 2025, 23 min

#### Ouvrages anciens
- Méditations sur l'Évangile: par Jacques Bénigne Bossuet
- Commentaire littéral par Dom Augustin Calmet
- Explication simple, littérale et historique des cérémonies de l'Église par Claude de Vert
- Cérémonie du lavement des pieds aux pauvres